# MagNet Bank
A MagNet Magyar Közösségi Bank Zrt., röviden MagNet Bank, egy teljesen magyar tulajdonú közösségi bank.

## Története
Eredetileg 1995-ben HBW Express Takarékszövetkezet néven alapították. 2008-ban jelentős tőkeemelés révén bankká alakult. Ekkor szerzett 30%-os kisebbségi részesedést a közösségi banki működés európai úttörője, a spanyol Banca Cívica. 2010. április 30-tól MagNet Magyar Közösségi Bank néven működik. 2013. március 1-jétől 100%-ban magyar tulajdonú bankká vált.
A MagNet Bank kétéves megfigyelőstátuszt követően, 2017-ben csatlakozhatott az értékalapú bankok nemzetközi szövetségéhez, a Global Alliance for Banking on Values (GABV) közösségéhez, melynek egyben első közép-kelet európai tagja is. Az immáron 39 tagbankot számláló nemzetközi szervezet öt kontinensen több mint 24 millió ügyfelet szolgál ki. Ezen bankok közös jellemzője, hogy mindennapi tevékenységükkel igyekeznek gazdaságilag, társadalmilag és környezetileg egyaránt fenntartható módon működni, hozzáadott értéket teremteni ügyfeleik, befektetőik és az őket körülvevő társadalom számára.
2021. október 13-án a MagNet Bank megállapodást kötött a Hypo-Bank Burgenland AG-val, melynek keretein belül felvásárolja a Hypo-Bank Burgenland AG magyarországi leányvállalatát, a Sopron Bank Zrt.-t.

## Tevékenysége

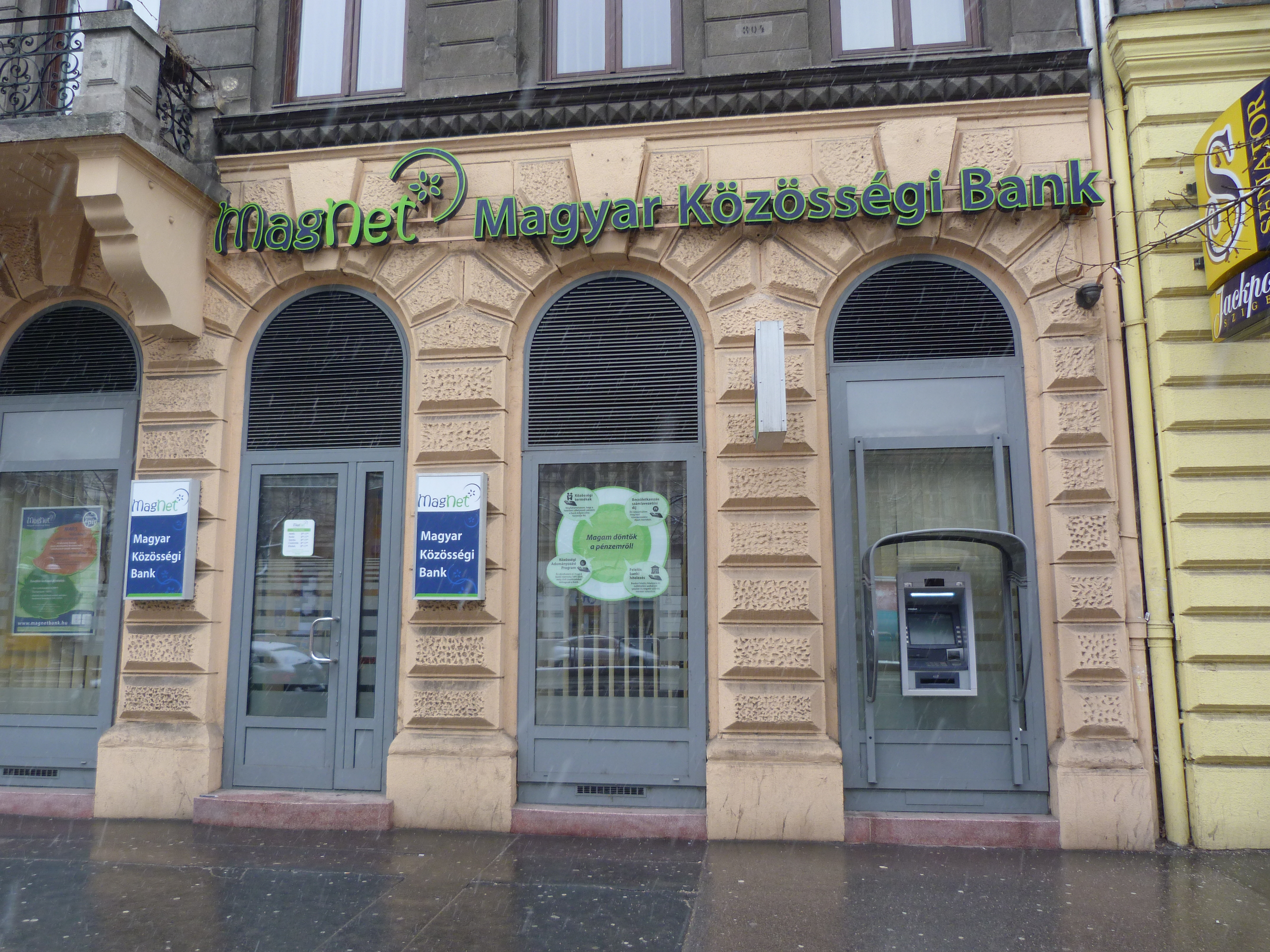
A bank egyik budapesti fiókja

Több mint 23 éve működik nyereségesen ez a hazai, 100%-ig magyar magántulajdonban lévő pénzintézetként. Főbb céljaik közé tartozik az átláthatóságra épülő társadalmi szerepvállalás, a pénzügyi tudatosságra nevelés. A hitelbírálat folyamán pozitívan szűrik azokat a projekteket, amelyek jótékonyan hatnak a társadalomra, környezetre. Kiszámítják, és egyedülálló módon megosztják, hogy ügyfeleik mennyivel járultak hozzá a bank éves nyereségéhez. A MagNet Bank a hagyományos banki tevékenységeket kiegészítve a következő programokat végzi:

### Közösségi Adományozási Program
Közösségi Adományozási Program, KAP révén az ügyfelek kijelölhetik a bank nyereségének rájuk eső 10%-át milyen célokra ajánlja fel adományként.

### Magnet Közösségi Ház
A Magnet bankfiókokat közösségi terekként kezelik.  Fair trade biokávézó, belvárosi közösségi pont és bankfiók:, Közösségi bankfiók és Farmbisztró, újbudai közösségi pont:, Székesfehérvári közösségi pont és közösségi iroda:
Ezek közül kiemelkedik a Magnet Közösségi Ház, melynek célja olyan közösségi tér fenntartása, ahol megvalósulnak a társadalmilag felelős gondolkodást képviselő értékek. A Ken Wilber integrál emberkép elmélete mentén a személyiségfejlődés teljes spektrumára kínálnak programokat, csoportokat.

## Elismerések
- CSR Piac 2011 kiállítás fődíját “Valóban Felelős Vállalat” kategóriában a MagNet Magyar Közösségi Bank érdemelte ki, mellyel a társadalmi felelősségvállalás területén kifejtett tevékenységét ismerték el.
- A MasterCard - Az év bankja program szakmai zsűrije 7 évben is (2011, 2012, 2013, 2014, 2015, 2016, 2018)
- "Az év társadalmilag felelős bankja" kategória első helyén ismerte el tevékenységét. (http://www.evbankja.hu/)